# Armed and Dangerous
Armed and Dangerous – pierwszy minialbum thrashmetalowego zespołu Anthrax wydany w lutym 1985 roku przez wytwórnię Megaforce Records. Wydany został na płycie winylowej, winylowym picture disku oraz na kasecie magnetofonowej. Jest to ich pierwsze nagranie z Joeym Belladonną

## Lista utworów
1. "Armed and Dangerous" – 6:07
2. "Raise Hell" – 4:03
3. "God Save the Queen" – 3:02 (cover zespołu Sex Pistols)
4. "Metal Thrashing Mad" – 2:51 (wersja koncertowa)
5. "Panic" – 3:45 (wersja koncertowa)
6. "Soldiers of Metal" – 3:07
7. "Howling Furies" – 4:07

## Twórcy
- Joey Belladonna – śpiew
- Scott Ian – gitara elektryczna
- Dan Spitz – gitara elektryczna
- Frank Bello – gitara basowa
- Charlie Benante – perkusja

Pierwotne wydanie zawierało jedynie utwory 1-5, kolejna reedycja z 1992 roku została wzbogacona o utwory 6 i 7, wcześniej wydane na odrębnym 7 singlu.